# Magistrat (Österreich)
Der Magistrat (lat. magistratus „Behörde“) ist in Österreich die Verwaltungsbehörde einer der 15 Städte mit eigenem Statut (Art. 117 Abs. 7 B-VG).

## Organisation und Stellung des Magistrats
Stellung, Aufgaben und Zusammensetzung des Magistrats werden durch das Statut der jeweiligen Stadt festgelegt. Die Magistrate der Statutarstädte sind in Magistratsabteilungen mit fachspezifischen Zuständigkeitsbereichen gegliedert; in Wien sind weiters Bezirksämter als Außenstellen des Magistrats eingerichtet. Zu beachten ist, dass Wien aufgrund seines Status als Bundesland neben Gemeinde- und Bezirks- auch Landeskompetenzen ausübt und dementsprechend auch über Magistratsabteilungen verfügt, die behördliche Landesagenden (z. B. in der Straßenverwaltung, in Staatsbürgerschaftsfragen usw.) wahrnehmen.
Leiter des Magistrats einer Stadt ist der Magistratsdirektor, der dem Bürgermeister als oberstem politischen Repräsentanten der Stadt direkt untersteht. Die einzelnen Magistratsabteilungen sind in fachlicher Sicht den zuständigen Stadträten unterstellt, der Bürgermeister behält aber in der Regel das Durchgriffsrecht und ist gegenüber jedem Magistratsbediensteten weisungsberechtigt. Der Magistratsdirektor kann unter Benachrichtigung des zuständigen Stadtrates jeden Akt an sich ziehen, um ihn selbst zu erledigen oder nach seinen Weisungen erledigen zu lassen.

## Zuständigkeiten
Der Magistrat ist die Geschäftsstelle der Organe einer Stadt mit eigenem Statut. Daher besorgt er neben den Gemeindeaufgaben, die sonst von einem Gemeinde- oder Stadtamt besorgt werden, auch die Geschäfte der Bezirksverwaltung. Er unterliegt der Aufsicht der zuständigen Gemeindebehörden (insbesondere Gemeinderat, Stadtsenat und Bürgermeister). In Angelegenheiten der Bezirksverwaltung, also bei sonst von den Bezirkshauptmannschaft wahrgenommenen Geschäften, und bei allen anderen Angelegenheiten des übertragenen Wirkungsbereichs ist der Magistrat für den Bürgermeister tätig. Dieser ist in Angelegenheiten der mittelbaren Bundesverwaltung dem Landeshauptmann und in Angelegenheiten der Landesverwaltung der Landesregierung gegenüber verantwortlich. In Angelegenheiten des eigenen Wirkungsbereichs unterliegt der Magistrat den Beschlüssen des Gemeinderates.
Nur in der Stadt Wien ist der Magistrat selbst Bezirksverwaltungsbehörde (Art. 109 B-VG). Dort nimmt der Magistrat überdies auch die Aufgaben des Amtes der Landesregierung wahr.